# Qualidade dos dados
Em um sistema de informações, a qualidade dos dados é uma avaliação da precisão, atualização e consistência das informações disponíveis em uma base de dados. Grande parte dos  problemas de qualidade dos dados em sistemas de informações empresariais está ligada a nomes digitados incorretamente, números trocados ou códigos faltantes e ocorre durante a entrada de dados. Esses erros ficam mais comuns quando as empresas transferem parte dos seus dados para internet e permite que clientes e fornecedores insiram seus dados no site, e isso efetue alterações no sistema interno.
Os problemas com qualidade de dados não são somente empresariais, eles também representam sérios problemas as pessoas afetando sua condição financeira e até mesmo seu emprego.

## Data Cleansing
O data cleansing (limpeza e padronização) é o processo de deletar e corrigir, dentro de um banco de dados as infomações incompletas, incorretas, com formatação inadequadas. O data cleansing não corrige apenas os dados, mas também reforça a consistência entre diferentes conjuntos de dados oriundos de sistema de informação independente. 
A limpeza de dados é mais importante para as empresas que lidam com grande quantidade de números ou listas de clientes, como bancos, companhias de seguros e outros. Remoção de dados duplicados, localizar e atualizar entradas como códigos postais, convertendo ortografia diferente para alguns termos para uma nomenclatura padrão e corrigir abreviaturas são os aspectos mais importantes da limpeza de dados. 
1. 1 2  Kenneth Laudon e Jane Laudon, Kenneth e Jane (2010). Sistemas de Informações Gerenciais 9ª ed. [S.l.]: Pearson. p. 163,164
2. ↑  [pt.wingwit.com/Software/database-software/115628.html#.VH4HM5RdUeY «Definição da data cleansing»] Verifique valor |URL= (ajuda). Consultado em 2 de dezembro de 2014